# Die seltsame Liebe der Martha Ivers
Die seltsame Liebe der Martha Ivers ist ein US-amerikanischer Film noir aus dem Jahre 1946 von Lewis Milestone. Die Hauptrollen sind mit Barbara Stanwyck, Van Heflin und Lizabeth Scott besetzt.  Kirk Douglas ist in seiner ersten Filmrolle zu sehen.

## Handlung
Iverstown, im Jahre 1928: Martha wurde von ihrer Tante Mrs. Ivers adoptiert und musste ihren Namen annehmen. Die Unternehmerin Mrs. Ivers ist die reichste Frau des kleinen Ortes Iverstown, doch Martha kann die herrische alte Frau nicht ertragen und reißt immer wieder aus. Der herumstreunende Sam Masterson hilft ihr dabei und ist ihr bester Freund. Doch die Polizisten der Stadt können sie immer wieder zurück nach Haus bringen. Dort erwartet sie in einer regnerischen Nacht nicht nur die Tante, sondern auch Mr. O’Neil mit seinem Sohn Walter. Der junge Walter soll einmal die Harvard University besuchen, doch dem Vater fehlt das Geld. So sieht er in einer Verbindung mit Martha die einzige Chance seines Sohnes. In dieser Nacht kommt es jedoch zu einem tödlichen Konflikt zwischen Martha und ihrer Tante. Martha stößt ihre Tante die große Treppe des riesigen Hauses hinunter. Die Tante verletzt sich tödlich und Walter ist Zeuge der Tat. Martha behauptet jedoch, dass ein großer dunkler Mann während des Gewitters ins Haus gekommen sei und die Tante erschlagen habe. Walter bestätigt es. Vater O’Neil deckt ebenso die Tat und kann so erreichen, dass Martha als Erbin des Vermögens ihrer Tante Walter heiraten wird. Ein anderer Mann, der des Mordes an Mrs. Ivers beschuldigt wird und von Martha auch als Täter identifiziert wird, wird zum Tode verurteilt und gehängt.
18 Jahre später kommt Sam Masterson zufällig zurück in die Stadt Iverstown. Er ist auf Durchreise und hatte einen kleinen Autounfall. Während er auf die Reparatur des Autos wartet und durch die altbekannte Stadt spaziert, trifft er die junge mittellose Toni. Sie verbringen den Abend miteinander und übernachten schließlich in einem Hotel. Das Paar verliebt sich ineinander. Sam erfährt, dass Walter mittlerweile ein erfolgreicher Anwalt und Lokalpolitiker geworden ist und Martha Ivers seine Ehefrau. Martha konnte das Firmenimperium mittlerweile um ein Vielfaches vergrößern und herrscht über die Stadt. Walter leidet unter Minderwertigkeitsgefühlen und ist dem Alkohol verfallen. Sein Vater Mr. O’Neil ist mittlerweile verstorben. Als Toni nach der Nacht im Hotel plötzlich verhaftet wird, wendet sich Sam an Walter. Hier kommt es auch zum Wiedersehen mit Martha, die für Sam immer noch stärkere Gefühle zu haben scheint als für ihren Ehemann. Dennoch fürchten Martha und Walter, dass Sam von ihrer damaligen Mordtat wissen könnte, da er ebenfalls kurz vor der Tat im Hause anwesend war, und dass er jetzt eine Erpressung planen könnte. Doch Sam weiß nichts von den Vorfällen.
Martha arrangiert ein Treffen mit Sam, um zu sehen, ob sie ihn an sich binden kann. Sie würde Walter dafür fallen lassen. Sie veranlasst bei der Autowerkstatt eine Verzögerung der Autoreparatur. Gleichzeitig tut Walter alles, damit Sam die Stadt so schnell wie möglich verlässt. Er organisiert einen Schlägertrupp, der Sam verprügelt und vor der Stadt liegen lässt. Doch Sam kommt zurück. In einer finalen Begegnung im Hause der Ivers bedroht Martha Sam mit dem Revolver, da sie erkennen muss, dass dieser sie nicht lieben wird, denn er erkennt ihre Skrupellosigkeit. Doch sie kann ihn nicht erschießen. Sam verschwindet und hört aus der Ferne zwei Schüsse kurz nacheinander. Zunächst hatte Walter den Revolver auf seine Frau gerichtet. Doch der betrunkene Walter war zu schwach und nicht mutig genug, um seine Frau zu erschießen. Sie drückte stattdessen selbst den Abzug. Kurz darauf erschießt auch Walter sich selbst.
Sam kehrt danach zurück zu Toni, die schon hatte abreisen wollen, und sie verlassen gemeinsam die Stadt mit dem Plan, zu heiraten.

## Hintergrund
Die seltsame Liebe der Martha Ivers startete am 24. Juli 1946 in den Kinos der USA. In Deutschland kam er nicht in die Kinos, sondern wurde erstmals am 16. August 1989 im Fernsehen gezeigt.
Die Rolle des Walter O’Neil war die erste Filmrolle für Kirk Douglas. Produzent Hal B. Wallis wurde auf ihn aufmerksam durch Lauren Bacall, die in derselben Schauspielschule wie Kirk Douglas war.

## Auszeichnung
Der Film war 1947 in der Kategorie Beste Originalgeschichte für den Oscar nominiert. Die grundlegende Story wurde von John Patrick verfasst.

## Kritik
„Ein düsterer, fatalistischer Film noir, der gegenseitige Abhängigkeiten und psychische Ausweglosigkeit anspricht und inszenatorisch ein morbides Klima von beklemmender Intensität schafft. Schauspielerisch perfekt.“